# أندي ماي
أندي ماي (بالفرنسية: Andy May)‏ (2 سبتمبر 1989 - ) هو لاعب كرة قدم لوكسمبورغي في مركز الوسط. شارك مع منتخب لوكسمبورغ لكرة القدم. أما مع النوادي، فقد لعب مع نادي ديفردانج 03.

## وصلات خارجية
- أندي ماي على موقع الاتحاد الدولي (مؤرشف)  (الإنجليزية)
- أندي ماي على موقع قاعدة بيانات كرة القدم.إي يو (الإنجليزية)
- أندي ماي على موقع ناشيونال فوتبول تيمز (الإنجليزية)